# Pyrunculus caelatus
Pyrunculus caelatus är en snäckart som först beskrevs av Bush 1885.  Pyrunculus caelatus ingår i släktet Pyrunculus och familjen Retusidae. Inga underarter finns listade i Catalogue of Life.